# Ha Jung-eun
 Der er for få eller ingen kildehenvisninger i denne artikel, hvilket er et problem. Du kan hjælpe ved at angive troværdige kilder til de påstande, som fremføres i artiklen.

Ha Jung-eun (født 26. april 1987) er en Sydkoreansk badmintonspiller. Hun repræsenterede Sydkorea under Sommer-OL 2008 i Beijing, Kina, hvor hun blev slået ud i første runde.